# Кастав
Кастав је град у Хрватској у Приморско-горанској жупанији. Према попису из 2001. Кастав је имао 8.891 становника. Данас је предграђе Ријеке; историјски, Кастав се увијек рачунао као део Истре. До претходног пописа 2001. године у саставу Града Каства налазило се 6 насеља: Брнчићи, Ћиковићи, Кастав, Рубеши, Спинчићи и Тринајстићи, али су на последњем попису 2011. године, сва насеља укинута без претходног референдума становништва, што је отворило бројне полемике. Сва насеља су удружена у јединствено насеље Кастав.

## Географија
Кастав је насеље и подручје локалне самоуправе смјештено на брдима уз северни руб Ријечког залива.
Језгро Каства је смештено на брду 378 m изнад нивоа мора, 11 km западно од Ријеке, уз пут (Трсат) Ријека — Трст.
Подручје локалне самоуправе обухвата око 11 km². Из града се пружа леп поглед на Кварнер с острвима Црес и Крк, као и на Учку и Опатију.

## Историја
Кастав има дугу повијест. Пронађени су илирски налази (Јаподи); касније градом су владали Римљани (звао се Castua).
Сам град је изграђен као тврђава са 9 кула.
- Од 12. века градом владају Девински грофови из града Duino (у Италији).
- Око 1400. грофови Walse преузимају град; из тог раздобља потиче Закон Града Castua од Лета 1400 писан на народном језику.
- 1465. град прелази под Хабзбурговце, 1630. под Исусовачки ред, а 1773. под власт Аустрије.
- Године 1700. основана је школа.
- 1863. град је похарала епидемија колере.
- За време Краљевине СХС Кастав није припао Италији, за разлику од околних насеља.
- Кастав је до 1997. имао статус општине.

## Становништво
На попису становништва 2011. године, град, односно насељено место Кастав је имао 10.440 становника.
Подручје локалне самоуправе Град Кастав има 6 насеља:
| насеље      | становника | становника |
| насеље      | 1991.      | 2001.      |
| ----------- | ---------- | ---------- |
| Брнчићи     | 504        | 677        |
| Ћиковићи    | 1790       | 3089       |
| Кастав      | 930        | 2037       |
| Рубеши      | 1627       | 1722       |
| Спинчићи    | 687        | 876        |
| Тринајстићи | 457        | 490        |
| Укупно      | 5989       | 8891       |

Подручје је густо насељено, с преко 771 становника/km² (2001. године седмо по густини насељености у Хрватској).
Од 1. 8. 2003. сва су насеља обједињена у Кастав.
Подаци о народности су сљедећи:
| народност                 | проценат | проценат |
| народност                 | 1991.    | 2001.    |
| ------------------------- | -------- | -------- |
| Албанци                   |          | 1.16%    |
| Бошњаци (1991. Муслимани) | 2.60%    | 1.23%    |
| Хрвати                    | 72.72%   | 84,14%   |
| Словенци                  | 1.34%    | 0.89%    |
| Срби                      | 10.77%   | 4.27%    |

Горе кориштени подаци за 1991. преузети су из Пописа становништва, Државни завод за статистику Хрватске подаци за 2001. су с интернет стране ДЗС РХ (треба узети у обзир да су, могуће, промијењена подручја неких насеља).

## Попис1991.
На попису становништва 1991. године, насељено место Кастав је имало 930 становника, следећег националног састава:
| Попис 1991.‍  | Попис 1991.‍  | Попис 1991.‍ | Попис 1991.‍ | Попис 1991.‍ |
| ------------ | ------------ | ----------- | ----------- | ----------- |
|              |              |             |             |             |
| Хрвати       | Хрвати       |             | 743         | 79,89%      |
| Југословени  | Југословени  |             | 30          | 3,22%       |
| Срби         | Срби         |             | 30          | 3,22%       |
| Албанци      | Албанци      |             | 15          | 1,61%       |
| Муслимани    | Муслимани    |             | 15          | 1,61%       |
| Словенци     | Словенци     |             | 6           | 0,64%       |
| Италијани    | Италијани    |             | 1           | 0,10%       |
| Немци        | Немци        |             | 1           | 0,10%       |
| Словаци      | Словаци      |             | 1           | 0,10%       |
| неопредељени | неопредељени |             | 38          | 4,08%       |
| регион. опр. | регион. опр. |             | 8           | 0,86%       |
| непознато    | непознато    |             | 42          | 4,51%       |
| укупно: 930  |              |             |             |             |

## Управа
Након избора 2005, у Градско веће су изабрани:
| странка            | број места |
| СДП-ИДС-ХСС-ЛС-ХСУ | 8          |
| ХДЗ-ХКДУ-ХД        | 4          |
| АРС                | 2          |
| ПГС                | 1          |

Након избора 2005. градоначелник је Деан Јурчић из СДП-а, а предсједник Већа Далибор Ћиковић, из исте странке.

## Споменици и знаменитости
- Знаменита је жупна црква св. Јелене, на највишој тачки Каства.
- У Каству постоји још неколико капелица (св. Антуна Пустињака, св. Тројице, св. Фабијана и Себастијана, св. Миховила).
- Знаменити су градска врата и зидине.
- На северном крају старог града налази се импресивна незавршена црква.

## Образовање
У Каству постоји основна школа Милан Брозовић.

## Познате личности
- Вјекослав Спинчић, политичар